# Schweizer Informatikolympiade
Die Schweizer Informatikolympiade (SOI) ist ein schweizweiter Programmierwettbewerb für Jugendliche unter 20 Jahren. 
Das Bildungsangebot existiert seit 1992 und ermöglicht Jugendlichen eine Teilnahme an der Internationalen Informatik-Olympiade (International Olympiad in Informatics). Der Organisationsverein SOI ist Mitglied des Dachverbandes der Wissenschafts-Olympiade.
Jedes Jahr gibt es einen praktischen Teil und einen theoretischen Teil. Beim praktischen Teil müssen die Teilnehmenden eine Liste von Problemen durch Programmieren lösen. Hierbei ist in der ersten Runde jede mögliche höhere Programmiersprache erlaubt: C++, C, Java und PHP. Ab der zweiten Runde sind nur C++, C und Pascal erlaubt.